# إليزابيث باور
إليزابيث باور (بالإنجليزية: Elizabeth Bower)‏ هي ممثلة بريطانية، ولدت في 1 أغسطس 1976 في المملكة المتحدة.

## أعمال

### أفلام
- (2004) أقرب[5]

## وصلات خارجية
- إليزابيث باور على موقع IMDb (الإنجليزية)
- إليزابيث باور على موقع ألو سيني (الفرنسية)
- إليزابيث باور على موقع قاعدة بيانات الفيلم (الإنجليزية)
- إليزابيث باور على موقع كينوبويسك (الروسية)